# Kakuichi Mimura
Kakuichi Mimura (jap. 三村 恪一, Mimura Kakuichi; * 16. August 1931 in Tokio; † 19. Februar 2022) war ein japanischer Fußballspieler.

## Nationalmannschaft
1955 debütierte Mimura für die japanische Fußballnationalmannschaft. Mimura bestritt vier Länderspiele. Mit der japanischen Nationalmannschaft qualifizierte er sich für die Olympischen Spiele 1956.